# Lacul Lop Nor
Lop Nor este un lac sărat secat situat în punctul cel mai jos (180 m deasupra nivelului mării) din bazinul Tarim, China. El are o vârstă de 1,8 - 2,8 milioane de ani, ultima perioadă glaciară, în regiunea autonomă uigură Xinjiang, fiind pe atunci cea mai mare întindere de apă sărată, izolată de mare. După secarea râului de alimentare Kum-darja, lacul va seca complet între anii 1921-1971. Imaginile obținute prin satelit arată cercurile cpncentrice de sedimente formate în decursul timpului la evaporarea apei.
Crustele de sare sunt brune sau albe fiind dure abia se pot sparge cu ciocanul, acestea formează un strat cu o grosime de 0,5 m care acoperă o mlaștină periculoasă pentru cel care se aventurează pe stratutul de sare. 
In prezent lacul este obiect al cercetărilor științfice, căutându-se estimarea extinderii lacului inițial de apă dulce, lacul oferind informații asupra variațlor din trecut a climei, biotopului, cauzele formării deșertului din regiune. Lacul prezintă de asemenea interese economice prin depozitele de gips, calcar, silvină, săruri de potasiu, sursă de valoare pentru producerea îngrășămintelor artificiale. De asemenea în bazinul lacului secat s-au descoperit zăcăminte de fier, cărbune, cupru și aur.